# Região de Engiadina Bassa/Val Müstair
Engiadina Bassa/Val Müstair é uma região do cantão de Grisões, na Suíça. Tem 1,196,55 km² de área e sua população em 2019 foi estimada em 9.197 habitantes. Sua sede é a comuna de Scuol.
Foi criada em 1 de janeiro de 2016, a partir do território do antigo distrito de Inn, como parte de uma reorganização territorial do Cantão.

## Comunas
| Zernez      | 1.523 | 344.04 |
| Samnaun     | 772   | 56.28  |
| Scuol       | 4.624 | 438.63 |
| Valsot      | 841   | 158.96 |
| Val Müstair | 1.437 | 198.64 |